# موزه عکسخانه
موزهٔ عکسخانهٔ شهر به عنوان اولین موزهٔ تخصصی تاریخ عکاسی در خاورمیانه شناخته شده‌است. این موزه وابسته به سازمان فرهنگی هنری شهرداری تهران است. عملیات تغییر کاربری و به‌سازی ساختمان این موزه از سال ۱۳۷۳ آغاز و و به همت مرحوم بهمن جلالی در ۲۸ اردیبهشت ۱۳۷۴ هم‌زمان با روز جهانی موزه در فضایی با مساحت۲۵۰ مترمربع افتتاح شد.
موزهٔ عکسخانهٔ شهر با موضوع تخصصی تاریخ عکاسی ایران گنجینه‌ای از عکس و سایر میراث تصویری عکاسی (کارت پستال، نگاتیوهای شیشه‌ای و …)، دوربین‌ها و سایر ابزار و ادوات عکاسی است. فضای داخلی موزهٔ عکسخانهٔ شهر در سال ۱۳۹۴ بازسازی و مرمت شد. تغییرات فراوانی در فضای داخلی آن اتفاق افتاد و کتاب‌خانهٔ آن به فضایی مستقل و تازه اضافه شده نقل مکان کرد. پس از این نوسازی و طرح توسعهٔ جدید مساحت موزهٔ عکسخانهٔ شهر به ۲۷۵ مترمربع افزایش یافت.

## مجموعهٔ اشیا موزه‌ای
مجموعه آثار موزه شامل دو بخش است: دوربین‌ها، ابزار و ادوات مختلف عکاسی و بخش دیگر شامل عکس‌ها، کارت پستال‌ها و نگاتیوهای شیشه‌ای.

### دوربین‌ها و ابزار و ادوات عکاسی
انواع مختلف دوربین‌های عکاسی قدیمی با سه قطع بزرگ، متوسط و کوچک در این موزه نگهداری و نمایش داده می‌شود از جمله:
دوربین‌های استودیویی
دوربین‌های جعبه‌ای
دوربین‌های فانوسی
دوربین‌های استریوسکوپ یا جهان‌نما
دوربین‌های فیلم فوری
انواع دوربین‌های رفلکس و غیر رفلکس تک لنزی و دولنزی
دوربین‌های دولنزی انعکاسی
دوربین‌های مینیاتوری
علاوه بر این‌ها سایر ابزار و ادوات عکاسی از جمله آگراندیسمان، کاغذهای عکاسی، مواد چاپ و ظهور، مخازن فیلم و قیدهای کنتاکت، انواع نورسنج، سه‌پایه، لنز، فلاش و ابزار رتوش و هم‌چنین تعداد محدودی از اولین نمونه‌های دوربین فیلم‌برداری و نیز پروژکتورهای پخش فیلم و اسلاید نیز در این مجموعه بدیع و باارزش به چشم می‌خورد.

### مجموعه عکس‌ها و نگاتیوها
تعداد بسیار زیادی از اولین نمونه عکس‌های تاریخ عکاسی ایران در این موزه جمع‌آوری شده که بخش عمده آن متعلق به دوران قاجار و دوران پهلوی اول است. اختراع رسمی عکاسی در سال ۱۸۳۹ میلادی در آکادمی علوم فرانسه به ثبت می‌رسد و سه سال بعد وارد ایران می‌شود. این پدیدهٔ فنی و هنری خیلی زود به ایران آمد و به عبارتی ساده‌تر می‌توان گفت عکاسی در ایران تقریباً قدمتی معادل کشورهای اروپایی دارد و در حال حاضر تعداد زیادی از عکس‌های قدیمی آن دوران در موزهٔ عکسخانهٔ شهر نگهداری می‌شود.
تعداد بسیاری از نگاتیوهای قدیمی با ابعاد بزرگ و کوچک نیز در موزه موجود است که در این میان نگاتیوهای شیشه‌ای ارزش فراوانی در تاریخ عکاسی دارند، از مجموعه نگاتیوهای شیشه‌ای موجود در موزه می‌توان به مجموعهٔ محمدحسن میرزا آخرین ولیعهد قاجار و هم‌چنین مجموعه نگاتیوهای شیشه‌ای احمدخان ملک ساسانی اشاره کرد.
موضوع‌های عکس‌ها و نگاتیوها مختلف است از جمله پرتره‌های خانوادگی (کودکان و …) مناظر و ابنیه تاریخی، مبارزین و مجاهدین، مردم عادی و … که برخی دارای نوشته و مهر عکاس اند از جملهٔ این عکاسان معیرالممالک، عبدالله میرزا قاجار، میرزا ابراهیم خان صنیع السلطنه، میرسیدعلی، آنتوان سوریوگین، روسی خان، ماشاالله خان، برادران خاچاطوریان، آقایانس، خانواده چهره‌نگار و … هستند و البته تعداد بسیاری از عکس‌ها و نگاتیوها بدون هیچ نام و نشانی از عکاس و افراد درون تصویر به یادگار مانده‌اند. در میان تصاویر چاپی قدیمی علاوه بر عکس‌ها، کارت پستال‌های‌های قدیمی نیز به چشم می‌خورد که گاه خود یک مجموعهٔ با ارزش را تشکیل می‌دهند از جمله کارت پستال‌های مشروطه و ….

## چگونگی جمع‌آوری اشیا موزه
مجموعهٔ اشیاء موزه به تناوب خریداری یا توسط افراد علاقه‌مند به موزه اهدا شده‌است که تک تک اشیا پس از تأیید با ورود به مجموعه به ثبت موزه‌ای رسیده و شناسنامه‌دار شده‌اند. اتفاقاً یکی از مواردی که در شناسنامهٔ اموال آورده شده نام اهداکننده یا فروشنده آن شئی است که برای همیشه ثبت می‌شود، در واقع این مستندسازی اشیاء برای ایجاد یک سیستم مطمئن به منظور حفاظت از اموال صورت می‌گیرد که از بُعد پژوهشی و تحقیقاتی نیز منبع اصلی است زیرا عکس‌ها و تک تک اشیای موجود دارای ارزش تاریخی، هنری و سایر جنبه‌های مختلف تحقیقاتی هستند.

## فضاهای موزه
بخش‌های مختلف موزه عبارتند از:

### فضاهای انبار و مخزن موزه
برای اشیایی که در معرض نمایش نیستند و البته به صورت دوره‌ای با اشیاء درون سالن‌های نمایشگاهی جابه‌جا می‌شوند.

### فضاهای نمایشگاهی شامل نمایشگاه شماره ۱ و نمایشگاه شماره ۲ است.
این دو نمایشگاه محل قرارگیری اشیاء موزه، شامل عکس‌های قدیمی و دوربین‌ها است. این دو نمایشگاه چیدمان مشخصی برحسب نوع و سیرتاریخی دارند. علاوه بر نمایشگاه‌های ثابت موزه، برگزاری نمایشگاه‌های متغیر یا دوره‌ای نیز از جمله فعالیت‌های موزه است.

### سالن کنفرانس نیز در فضای میانی نمایشگاه شماره ۲ است
محلی برای گردهمایی‌ها و گفت‌وگوهایی مرتبط با موضوع موزه.

### کتابخانهٔ تخصصی موزه با بیش از ۶۰۰ عنوان کتاب فارسی و لاتین در زمینهٔ عکاسی
در واقع یکی از اهداف موزه عکسخانه شهر گردآوری، عرضه کتب، مجلات و نشریات تخصصی منتشر شده اعم از فارسی و انگلیسی در زمینه عکاسی است.

### محل فروش کتاب‌ها و نشریات تخصصی عکاسی
موزه نیز تعدادی عنوان کتاب با موضوع و هویت اصلی خودش چاپ کرده‌است.

## نشانی
میدان هفت تیر- خ بهار شیراز -میدان بهار شیراز